# Municipio de Haverford
El municipio de Haverford (en inglés: Haverford Township) es un municipio ubicado en el condado de Delaware en el estado estadounidense de Pensilvania. En el año 2000 tenía una población de 49.608 habitantes y una densidad poblacional de 1,870.5 personas por km².

## Geografía
El municipio de Haverford se encuentra ubicado en las coordenadas 39°59′00″N 75°17′59″O / 39.98333, -75.29972.

## Demografía
Según la Oficina del Censo en 2000 los ingresos medios por hogar en la localidad eran de $65,714 y los ingresos medios por familia eran de $76,813. Los hombres tenían unos ingresos medios de $52,471 frente a los $38,852 para las mujeres. La renta per cápita de la localidad era de $29,749. Alrededor del 3,7% de la población estaba por debajo del umbral de pobreza.